# Sarcocystis lindemanni
Sarcocystis lindemanni es el nombre de un parásito coccidiasina, un apicomplejo tubular, relacionado con las formas intestinales Sarcocystis suihominis, Sarcocystis bovihominis e Isospora belli, así como el protozoo tubular Toxoplasma gondii. El parásito es de aparición mundial e infesta varios animales, incluyendo ovejas, ganado y cerdos. Accidentalmente puede causar infecciones en humanos cuando éste se alimenta de carne infestada con el parásito.

## Cuadro clínico
La mayoría de las infecciones en humanos son asintomáticas y solo ocasionalmente pueden causar inflamación muscular, dificultad para respirar y eosinofilia. En casos excepcionalmente raros se ha visto infección del miocardio. No existe un tratamiento específico para la infección muscular causada por el S lindemanni. 